# Вільково (Нижньосілезьке воєводство)
Вільково (пол. Wilkowo) — село в Польщі, у гміні Мілич Мілицького повіту Нижньосілезького воєводства.
Населення — 73 особи (2011).
У 1975—1998 роках село належало до Вроцлавського воєводства.

## Демографія
Демографічна структура станом на 31 березня 2011 року:
|          | Загалом | Допрацездатний вік | Працездатний вік | Постпрацездатний вік |
| -------- | ------- | ------------------ | ---------------- | -------------------- |
| Чоловіки | 34      | 8                  | 22               | 4                    |
| Жінки    | 39      | 11                 | 21               | 7                    |
| Разом    | 73      | 19                 | 43               | 11                   |